# Xantolis racemosa
Xantolis racemosa är en tvåhjärtbladig växtart som först beskrevs av Marcel Marie Maurice Dubard, och fick sitt nu gällande namn av Pieter van Royen. Xantolis racemosa ingår i släktet Xantolis och familjen Sapotaceae.
Artens utbredningsområde är Vietnam. Inga underarter finns listade i Catalogue of Life.